# Weißenburg-Gunzenhausen járás
Weißenburg-Gunzenhausen járás egy járás Németországban. Weißenburg-Gunzenhausen járás Ansbach, Donau-Ries, Eichstätt és Roth járásokkal határos. Lakosainak száma 94 208 fő (2017. december 31.).

## Népesség
A település népessége az elmúlt években az alábbi módon változott:
| Lakosok száma | 55 513 | 88 190 | 86 381 | 95 227 | 92 187 | 92 331 | 92 518 | 93 342 | 93 974 | 94 208 |
|               | 1840   | 1970   | 1987   | 2003   | 2012   | 2013   | 2014   | 2015   | 2016   | 2017   |